# Herpestomus pupivorus
Herpestomus pupivorus är en stekelart som beskrevs av Gokhman 1995. Herpestomus pupivorus ingår i släktet Herpestomus och familjen brokparasitsteklar. Inga underarter finns listade i Catalogue of Life.